# Barthol Barretto
Barthol Barretto (* 16. September 1961 in Mahim, Bombay, Indien) ist ein indischer römisch-katholischer Geistlicher und Bischof von Nashik.

## Leben
Barthol Barretto empfing am 8. April 1989 das Sakrament der Priesterweihe für das Erzbistum Bombay.
Am 20. Dezember 2016 ernannte ihn Papst Franziskus zum Titularbischof von Strongoli und zum Weihbischof in Bombay. Der Erzbischof von Bombay, Oswald Kardinal Gracias, spendete ihm und dem gleichzeitig ernannten Allwyn D’Silva am 28. Januar des folgenden Jahres die Bischofsweihe. Mitkonsekratoren waren der emeritierte Erzbischof von Delhi, Vincent Michael Concessao, und der emeritierte Weihbischof von Bombay, Bosco Penha.
Am 30. Dezember 2023 ernannte ihn Papst Franziskus zum Bischof von Nashik. Die Amtseinführung fand am 24. Februar des folgenden Jahres statt.